# Хампхён
Хампхён (кор. 함평군?, 咸平郡?, Hampyeong-gun) — уезд в провинции Чолла-Намдо, Южная Корея.

## Города-побратимы
Хампхён является городом-побратимом следующих городов:
- Сондонгу, Сеул, Республика Корея
- Намку, Пусан, Республика Корея
- Тонку, Тэгу, Республика Корея
- Намхэ, провинция Кёнсан-Намдо, Республика Корея
- Косон, провинция Кёнсан-Намдо, Республика Корея
- Корён, провинция Кёнсан-Пукто, Республика Корея
- Чечхон, провинция Чхунчхон-Пукто, Республика Корея
- Анян, провинция Кёнгидо, Республика Корея